# Inácio Saure

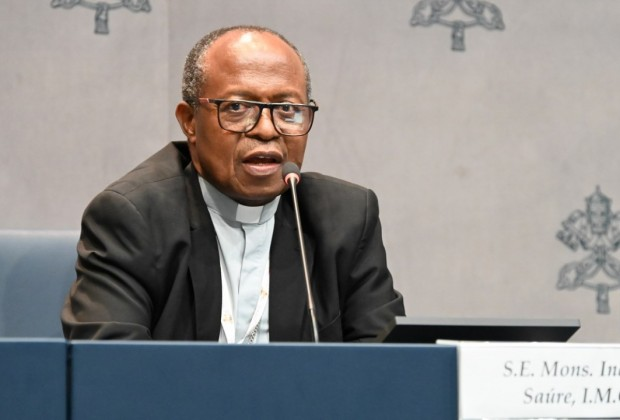
Inácio Saure, 2024

Inácio Saure IMC (* 2. März 1960 in Balama, Provinz Cabo Delgado) ist ein mosambikanischer Ordensgeistlicher und römisch-katholischer Erzbischof von Nampula.

## Leben
Inácio Saure trat am 7. Januar 1995 der Ordensgemeinschaft der Consolata-Missionare bei, legte am 15. Mai 1998 die Profess ab und empfing am 8. Dezember 1998 die Priesterweihe.
Papst Benedikt XVI. ernannte ihn am 12. April 2011 zum Bischof von Tete. Der Bischof von Xai-Xai, Lucio Andrice Muandula, spendete ihm am 22. Mai desselben Jahres die Bischofsweihe; Mitkonsekratoren waren Francisco Chimoio OFMCap, Erzbischof von Maputo, und Francisco Lerma Martínez IMC, Bischof von Gurué. Die Amtseinführung im Bistum Tete fand am 5. Juni desselben Jahres statt.
Am 11. April 2017 ernannte ihn Papst Franziskus zum Erzbischof von Nampula. Die Amtseinführung fand am 11. Juni desselben Jahres statt.